# CYP1B1
CYP1B1 es el acrónimo de consenso internacional usado para referirse tanto a una enzima del citocromo P450 como al gen que regula la síntesis de la misma. Habitualmente al referirse al gen se suele utilizar la letra cursiva: CYP1B1. La CYP1B1 (EC ) forma parte de la familia CYP1, compuesta por 3 subfamilias, 3 genes y 1 pseudogén. Clasificada dentro de las xenobióticas, como toda la familia 1, participa en el metabolismo de algunos fármacos  y algunas sustancias endógenas como estrógenos, testosterona y retinoides.

## Función
Fue identificada después de más de 20 años de investigación de la CYP1A1 y CYP1A2, y secuenciada en 1994. El análisis de  ácidos nucleicos y aminoácidos mostró aproximadamente un 40% de identificación con la CYP1A1. Sin embargo, a pesar de esta similitud, estas enzimas tienen muy diferente eficiencia catalítica y de resultados metabólicos cuando se incubaron con sustratos comunes, tales como el ácido retinóico o el ácido araquidónico.  
CYP1A1 y CYP1B1 son regulados por el receptor de arilhidrocarburos (Ah), formando parte de la Fase I  del metabolismo de los fármacos.El Ah es  una proteína citosólica que sirve para reconocer a los hidrocarburos aromáticos policíclicos (PAH, de su acrónimo en inglés). Estas sustancias se unen al Ah formando un complejo ligando-receptor que es traslocado al núcleo y se une a regiones reguladoras del lado 5' de genes de citocromos P450. Una segunda proteína denominada traslocador nuclear del receptor Ah o proteína Arnt, interacciona con el receptor Ah unido al ligando. La proteína Arnt actúa como receptor asociado heterodimérico, que es esencial, ya que permite que este complejo ligando-receptor Ah reconozca su elemento de respuesta del DNA específico. Esta secuencia explica cómo es posible que el contacto con los PAH tenga como consecuencia que se manifieste la actividad específica de la CYP1B1. Así, la metabolización de arilaminas y PAH  daría lugar a compuestos intermediarios que pueden unirse al ADN, compuestos intermedios que pueden llegar a provocar mutaciones involucradas en procesos de transformación neoplásica. Por eso, han sido relacionados con la formación de cánceres de origen químico.
CYP1B1 constituye también una fracción importante del citocromo P450 extrahepático, con expresión en casi todos los tejidos como son: riñón, próstata, glándulas mamarias y ovarios. , ,

## Importancia clínica
El CYP1B1  ha demostrado recientemente ser fisiológicamente importante en el desarrollo fetal, ya que mutaciones del CYP1B1  están vinculadas con una forma de glaucoma congénito primario.  Además, hay algunos estudios que plantean que  determinados polimorfismos del CYP1B1 se asocian a una mayor susceptibilidad a presentar cáncer de mama (CYP1B13/3), urogenital (CYP1B1-4B1) y de cabeza y cuello (CYP1B3/3).,
Otros estudios hablan de la relación de algunas isoformas del CYP1B1 con la pubertad precoz, debido a un aumento en el metabolismo de la testosterona propia de la pubertad, por lo que la balanza se decanta hacia el lado de los estrógenos, adelantando situaciones como el crecimiento de las mamas.
evaluaron la asociación de cuatro polimorfismos en el gen de CYP1B1 – Arg48Gly, Ala119Ser, Leu432Val, y Asp449Asp. Los alelos Gly y Ser de Arg48Gly y de Ala119Ser se asociaron con una menopausia más tardía y más años y ciclos de menstruación
Su intervención en el metabolismo de los estrógenos parece darle una especial trascendencia en ciertos tratamientos para el cáncer de mama. Al parecer la intervención del CYP1B1 transformaría determinados profármacos (resveratrol) en sustancias con actividad citostática específica sobre las células del cáncer.